# Gung Leto
Gung Leto is een bestuurslaag in het regentschap Karo van de provincie Noord-Sumatra, Indonesië. Gung Leto telt 5037 inwoners (volkstelling 2010).